# Otodus obliquus
Otodus obliquus foi uma espécie de tubarão da ordem dos lamniformes que viveu nos períodos do Paleoceno e Eoceno. Ele foi reconhecido pelos fósseis de dentes e vértebras. Otodus obliquus alguns cientistas dizem ser o ancestral do famoso Otodus megalodon, o maior tubarão da história.